# Trumpetstek

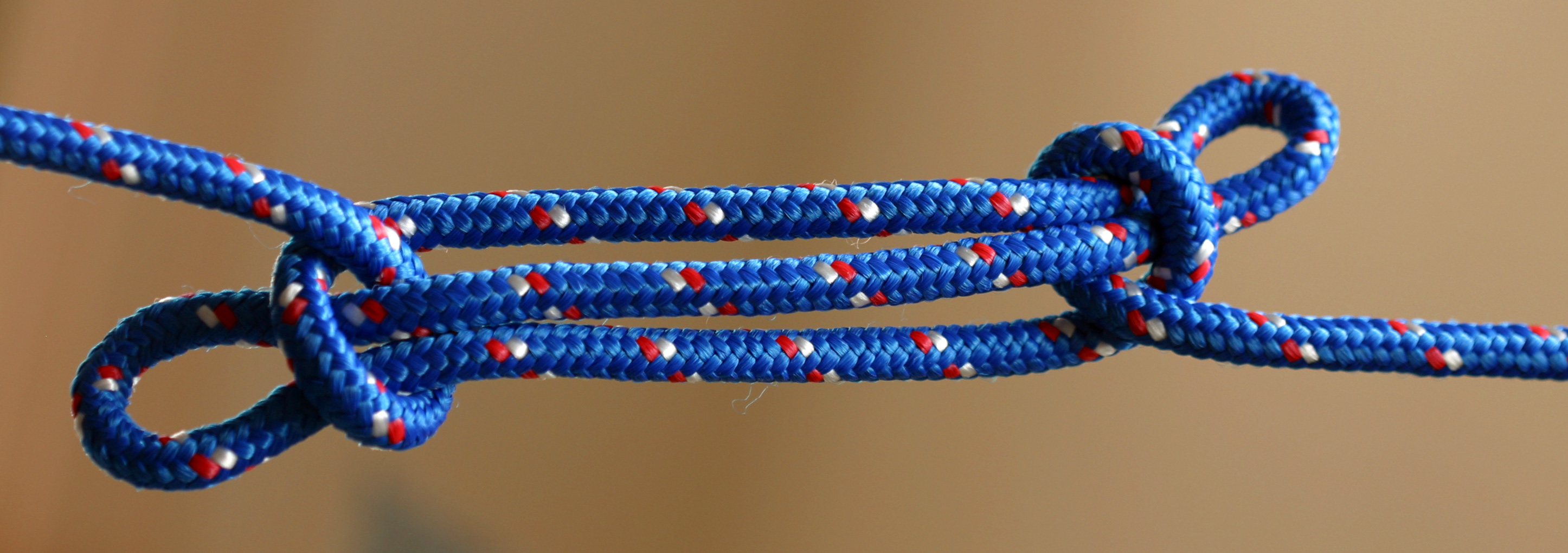
Trumpetstek

Trumpetstek är en knop som används för att korta ner ett rep.  Det görs av tre öglor som man sätter ihop likadant som man gör med ett dubbelt halvslag. Under varierande belastning kan knopen öppna sig vilket, beroende på förhållandena, kan ställa till skada eller olycka.